# Тсеата 2
Тсеата 2 (англ. Tseatah 2) — індіанська резервація в Канаді, у провінції Британська Колумбія, у межах регіонального округу Фрейзер-Велі.

## Населення
За даними перепису 2016 року, індіанська резервація нараховувала 23 особи, показавши зростання на 43,8%, порівняно з 2011-м роком. Середня густина населення становила 22,1 осіб/км².

## Клімат
Середня річна температура становить 10,1°C, середня максимальна – 21,1°C, а середня мінімальна – -3°C. Середня річна кількість опадів – 1 738 мм.
| Клімат поселення                              | Клімат поселення | Клімат поселення | Клімат поселення | Клімат поселення | Клімат поселення | Клімат поселення | Клімат поселення | Клімат поселення | Клімат поселення | Клімат поселення | Клімат поселення | Клімат поселення | Клімат поселення |
| Показник                                      | Січ.             | Лют.             | Бер.             | Квіт.            | Трав.            | Черв.            | Лип.             | Серп.            | Вер.             | Жовт.            | Лист.            | Груд.            |                  |
| Середній максимум, °C                         | 6,72             | 9,12             | 11,62            | 14,26            | 17,55            | 20,22            | 20,55            | 21,07            | 18,10            | 13,67            | 8,87             | 5,59             |                  |
| Середня температура, °C                       | 1,88             | 4,27             | 6,76             | 9,41             | 12,70            | 15,37            | 17,60            | 18,11            | 15,15            | 10,71            | 5,91             | 2,63             |                  |
| Середній мінімум, °C                          | −2,98            | −0,58            | 1,92             | 4,56             | 7,84             | 10,52            | 14,64            | 15,18            | 12,19            | 7,77             | 2,97             | −0,32            |                  |
| Норма опадів, мм                              | 234              | 158              | 154              | 123              | 101              | 90               | 61               | 58               | 92               | 180              | 264              | 223              |                  |
| Середньомісячна швидкість вітру, м/с          | 3.16             | 3.05             | 3.14             | 3.09             | 2.96             | 2.96             | 2.88             | 2.66             | 2.44             | 2.57             | 3.04             | 3.16             |                  |
| Середньомісячна сонячна радіація, кДж/м²·день | 3281             | 6372             | 10187            | 15252            | 18824            | 20306            | 21710            | 18680            | 13373            | 7323             | 3634             | 2560             |                  |
| --------------------------------------------- | ---------------- | ---------------- | ---------------- | ---------------- | ---------------- | ---------------- | ---------------- | ---------------- | ---------------- | ---------------- | ---------------- | ---------------- | ---------------- |
| Джерело:                                      |                  |                  |                  |                  |                  |                  |                  |                  |                  |                  |                  |                  |                  |